# Tomor
Tomor ist eine ungarische Gemeinde im Kreis Edelény im Komitat Borsod-Abaúj-Zemplén. Gut 15 Prozent der Bewohner zählen zur Volksgruppe der Roma.

## Geografische Lage
Tomor liegt in Nordungarn, 26 Kilometer nordöstlich des Komitatssitzes Miskolc und 12 Kilometer nordöstlich der Kreisstadt Edelény. Nachbargemeinden sind Hegymeg, Lak, Kupa, Homrogd und Hangács.

## Geschichte
Im Jahr 1907 gab es in der damaligen Kleingemeinde 80 Häuser und 549 Einwohner auf einer Fläche von 2401 Katastraljochen. Sie gehörte zu dieser Zeit zum Bezirk Szikszó im Komitat Abaúj-Torna.

## Gemeindepartnerschaften
- Žarnov, Slowakei

## Sehenswürdigkeiten
- Griechisch-katholische Kirche Pantokrátor
- Pál-Tomori-Bronzestatue
- Reformierte Kirche, 1753 erbaut 1885 und 1910 renoviert, der Turm wurde 1937–1938 hinzugefügt
- Römisch-katholische Kapelle Isteni Irgalmasság, erbaut 2003

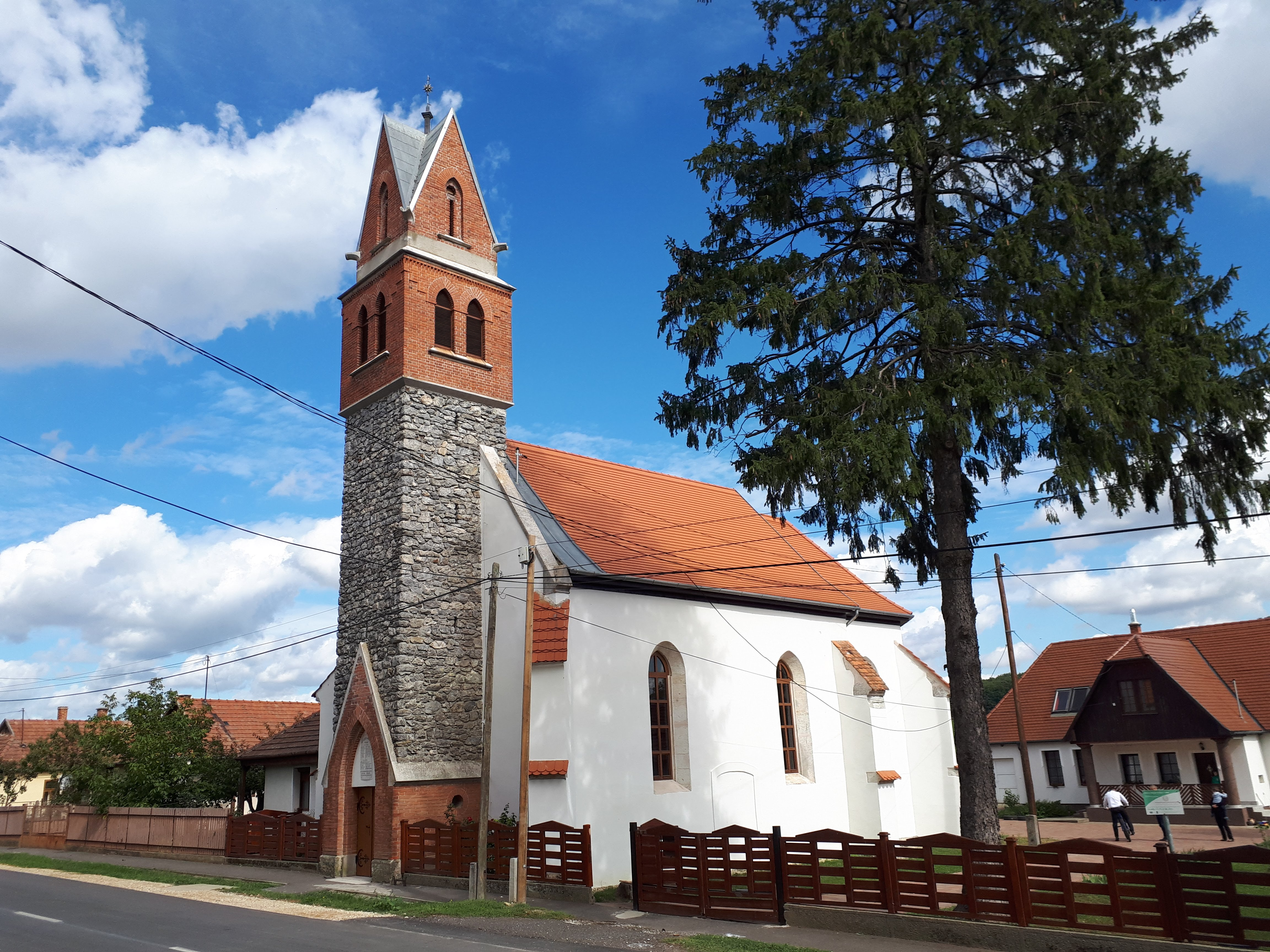
Reformierte Kirche

## Verkehr
Durch Tomor verläuft die Landstraße Nr. 2616. Es bestehen Busverbindungen über Lak und Szakácsi nach Irota sowie über Hegymeg und Damak nach Edeleńy, wo sich der nächstgelegene Bahnhof befindet.